# 乌塔尔帕拉科特龙格
乌塔尔帕拉科特龙格（Uttarpara Kotrung），是印度西孟加拉邦Hugli县的一个城镇。总人口150204（2001年）。

## 人口
该地2001年总人口150204人，其中男性78661人，女性71543人；0—6岁人口12292人，其中男6356人，女5936人；识字率79.41%，其中男性为82.48%，女性为76.03%。